# GNUnet
GNUnet to projekt, którego celem jest stworzenie niezależnej i zdecentralizowanej infrastruktury dla bezpiecznych sieci typu P2P. Struktura ta zapewnia szyfrowanie i autoryzację połączeń, przeszukiwanie zasobów oraz w pełni kontrolowaną przez użytkownika alokację zasobów komputera.
Pierwszą aplikacją stworzoną w oparciu o GNUnet jest program umożliwiający anonimową i odporną na cenzurę wymianę plików.
GNUnet obecnie posiada wersje dla systemów operacyjnych GNU/Linux, Solaris, OS X, Microsoft Windows, FreeBSD, OpenBSD oraz NetBSD.
Oprogramowanie to stanowi część projektu GNU.